# حوزه انتخابیه هفتم پنسیلوانیا
حوزه انتخابیه هفتم پنسیلوانیا یک حوزه انتخابیه مجلس نمایندگان آمریکا است که در ایالت پنسیلوانیا قرار دارد.